# Santa Domenica Vittoria
Santa Domenica Vittoria (Santa Duminica en idioma siciliano) es una comuna de 1.097 habitantes de la provincia de Mesina, y que pertenece al área protegida del Parque de Nebrodi.

La comuna de Santa Domenica Vittoria en la provincia de Mesina.

## Administración
- Alcalde:Costantino Antonio Pinzone Vecchio
- Fecha de asunción:17/06/2008
- Partido:lista cívica
- Teléfono de la comuna: 095 925382
- Email:info@comunesdv.it

## Evolución demográfica
| Gráfica de evolución demográfica de Santa Domenica Vittoria entre 1861 y 2001 |
|                                                                               |
| Fuente ISTAT - Gráfica elaborada por Wikipedia                                |